# Иванов, Кирилл Владимирович
Кирилл Владимирович Иванов (род. 5 ноября 1985, Днепродзержинск, Днепропетровская область) — украинский шашист.

## Биография
Выпускник Днепропетровского технического университета по специальности «энергетический менеджмент». Работал в одесской фирме «Никопласт», занимающейся производством полиэтиленовой плёнки.
В детстве занимался греко-римской борьбой под руководством тренера Юрия Елисеева, но затем переключился на шашки, первый тренер Инна Ермакова. В дальнейшем тренировался под руководством заслуженного тренера Украины Игоря Губарева.
На чемпионатах Украины — золото (2004) и бронза (2006). Обладатель Кубка Украины по русским шашкам среди мужчин (2004, 2005 — по быстрым шашкам). Участник I Всемирной олимпиады интеллектуальных игр (Пекин, Китай, 2008). Мастер спорта Украины.
После перенесённой тяжёлой болезни получил инвалидность, в 2017 году стал чемпионом Европы по шашкам среди инвалидов. После полномасштабного вторжения России на Украину выехал в Европу, в 2023 году дал в Нидерландах сеанс одновременной игры на пятнадцати досках в пользу украинского детского приюта.

## Спортивные достижения

### 1995
- Серебряный призёр Чемпионата Украины по шашкам-64 среди младших кадетов. Классическая игра

### 2000
- Чемпион Украины по шашкам-64 среди кадетов. Классическая игра

### 2003
- Бронзовый призёр Чемпионата Украины по шашкам-64 среди юниоров. Классическая игра
- Серебряный призёр Чемпионата Украины по шашкам-64 среди юниоров. Быстрая игра

### 2004
- Серебряный призёр Чемпионата Европы по шашкам-64 среди юниоров. Молниеносная игра
- Чемпион Украины по шашкам-64 среди мужчин. Классическая игра
- Обладатель Кубка Украины по шашкам-64 среди мужчин. Классическая игра
- Серебряный призёр Чемпионата Украины по шашкам-100 среди юниоров. Молниеносная игра

### 2005
- Обладатель Кубка Украины по шашкам-64 среди мужчин. Быстрая игра

### 2006
- Бронзовый призёр Чемпионата Украины по шашкам-64 среди мужчин. Классическая игра